# Elieus
Elieus (altgriechisch Ἐλιεύς Elieús) ist eine Person der griechischen Mythologie.
Er ist der Sohn des boiotischen Flussgottes Kephissos. Seine Gattin ist Skias, ihr gemeinsamer Sohn ist Eunostos, der in Tanagra als Heros verehrt wurde. Als Eunostos die Liebe der Ochna zurückweist, bezichtigt sie Eunostos gegenüber ihren Brüdern Ochemos, Leon und Bukolos, ihr Gewalt angetan zu haben. Die Brüder erschlagen ihn daraufhin, weshalb Elieus sie gefangen nehmen lässt. Nachdem Ochna die Wahrheit gestanden und sich aus Reue von einem Felsen gestürzt hat, lässt Elieus sie wieder frei.
Der Lexikograph Hesychios von Alexandria erwähnt den Namen Elieus als einen Beinamen des Zeus in der unweit von Tanagra gelegenen boiotischen Stadt Theben.